# دينار صربي
الدينار الصربي هو العملة الرسمية لصربيا وينقسم إلى 100 بارا، أصدر الدينار الصربي الحديث عام 2003 خلفاً للدينار اليوغسلافي، ويرجع استخدام الدينار الصربي إلى القرون الوسطى حيث سك ملوك الصرب دنانير من العملات فضية.

## التاريخ

### الدينار الصربي في العصور الوسطى
يعود أول ذكر لـ «الدينار الصربي» إلى عهد ستيفان نيمانيتش عام 1214. حتى سقوط الطاغية ستيبان توماشيفيتش عام 1459، كان معظم الحكام الصرب يسكون عملات الدينار الفضي. الدنانير الصربية الأولى، مثل العديد من العملات المعدنية الأخرى في جنوب أوروبا، كررت عملة البندقية، بما في ذلك الأحرف اللاتينية (استبدلت كلمة »Dux» بكلمة «Rex»). لقد كانت واحدة من سلع التصدير الرئيسية لصربيا في العصور الوسطى لسنوات عديدة، مع الأخذ في الاعتبار الوفرة النسبية للفضة القادمة من المناجم الصربية. كان سكان البندقية حذرين من هذا الأمر، وذهب دانتي أليغييري إلى حد وضع الملك الصربي في عصره، ستيفن أوروس الثاني ميلوتين ملك صربيا، في الجحيم كمزور (مع نظرائه البرتغاليين والنرويجيين):
| « | «وسيتعرف القادمون من البرتغال والنرويج على بعضهم البعض هناك، وكذلك القادمون من راشيا الذين شهدوا سك العملة في البندقية بشكل سيئ.» | » |

### أول دينار صربي حديث (1868–1920)
بعد الفتح العثماني، تم استخدام العملات الأجنبية المختلفة حتى منتصف القرن التاسع عشر. قام العثمانيون بتشغيل سك العملة في نوفو بردو وكوتشاجنا وبلغراد. سمي تقسيم الدينار، الفقرة، على اسم العملات الفضية التركية التي تحمل الاسم نفسه (من الكلمة الفارسية پاره بارا، «المال، العملة»). بعد إنشاء إمارة صربيا رسميًا (1817)، كان هناك العديد من العملات الأجنبية المختلفة المتداولة. في نهاية المطاف، قرر الأمير ميلوش أوبرينوفيتش إدخال بعض النظام من خلال تحديد أسعار الصرف على أساس الجريش (الجروش الصربي، واللوحات الفرنسية والإنجليزية، والكوروش التركي، وقروش) كنقود حسابية. في عام 1819 نشر الأمير ميلوش أوبرينوفيتش جدولًا يصنف 43 عملة أجنبية مختلفة: 10 ذهبية و28 فضية و5 نحاسية.
بعد سحب آخر الحاميات العثمانية في عام 1867، واجهت صربيا عملات متعددة متداولة. وهكذا أمر الأمير ميهايلو أوبرينوفيتش بسك العملة الوطنية. قدمت أول عملات برونزية في عام 1868، تليها الفضة في عام 1875 والذهب في عام 1879. و إصدرت الأوراق النقدية الأولى في عام 1876. وبين عامي 1873 و1894، ربط الدينار بالفرنك الفرنسي. انضمت مملكة صربيا أيضًا إلى الاتحاد النقدي اللاتيني والتزمت بمعيار ثنائي المعدن حتى عام 1914. وقد تعرقلت محاولات وضع الدينار الصربي فقط على معيار الذهب بسبب اتساع العجز في الميزانية والديون الخارجية الحكومية الكبيرة واحتياطيات الذهب الضعيفة.
في عام 1920، استبدل الدينار الصربي بالدينار اليوغوسلافي، مع تداول الكرونة اليوغوسلافية معًا أيضًا.

#### العملات المعدنية
في عام 1868، أدخلت العملات البرونزية بفئات 1 و5 و10 بارات. ظهرت على الأوجه صورة الأمير ميهايلو أوبرينوفيتش الثالث. طرحت العملات الفضية عام 1875 من فئات 50 بارة و1 و2 دينار، ثم 5 دنانير عام 1879. كما صدرت أول عملات ذهبية عام 1879 من فئة 20 ديناراً، ثم ظهرت العملات الذهبية من فئة 10 دنانير عام 1882. لتتويج ميلانو الأول، سمي التتويج عام 1882 شعبياً باسم ميلاندور (بالفرنسية: Milan) دور). في عام 1883، طرحت عملات النحاس والنيكل 5 و10 و20 بارا، تليها العملات البرونزية 2 بارا في عام 1904.

#### الأوراق النقدية
في عام 1876، إدخلت الأوراق النقدية للدولة من فئات 1، 5، 10، 50، و 100 دينار. وقد اتبع بنك تشارترد الوطني هذه الأوراق النقدية من عام 1884، بأوراق نقدية من فئة 10 دنانير مدعومة بأوراق نقدية من الفضة والذهب من فئة 50 و100 دينار. طرحت الأوراق النقدية الذهبية من فئة 20 دينارًا والأوراق الفضية من فئة 100 دينار في عام 1905. ومع ذلك، لم تلق الأوراق النقدية المدعومة بالذهب قبولًا جيدًا من قبل الجمهور. أدى عدم ثقة الجمهور بالدينار الصربي والمقايضة والتبادل الفوري للعملات الذهبية إلى خروج الأوراق النقدية من التداول. ومع ذلك، فقد لاقت الأوراق النقدية المدعومة بالفضة استحسانًا وشكلت 95% من إجمالي الأوراق النقدية المتداولة. خلال حروب البلقان وعشية الحرب العالمية الأولى، تعلق تحويل الأوراق النقدية إلى الذهب والفضة مؤقتًا. خلال الحرب العالمية الأولى، طرحت الأوراق النقدية الفضية بقيمة 50 و 5 دنانير في عامي 1914 و 1916 على التوالي. في عام 1915، سُمح بتداول الطوابع كعملة بفئات 5، 10، 15، 20، 25، 30، و50 بارة.

### الدينار الصربي الحديث الثاني (1941–1944)
في عام 1941، استبدل الدينار اليوغوسلافي، على قدم المساواة، بدينار صربي ثانٍ لاستخدامه في صربيا المحتلة من قبل ألمانيا. ربط الدينار بالرايخ مارك الألماني بمعدل 250 دينار = 1 رايخ مارك. تداول هذا الدينار حتى عام 1944، عندما أعاد الثوار اليوغوسلافيون تقديم الدينار اليوغوسلافي، ليحل محل سعر الدينار الصربي البالغ 1 دينار يوغوسلافي = 20 دينارًا صربيًا.

#### العملات المعدنية
في عام 1942، طرحت عملات الزنك بفئات 50 بارة و1 و2 دينار، وتبعها عملات معدنية من فئة 10 دنانير في عام 1943.

#### الأوراق النقدية
في مايو 1941، أصدر البنك الوطني الصربي أوراقًا نقدية بقيمة 10 و20 و50 و100 و500 و1000 دينار. كانت الأوراق النقدية من فئة 100 و1000 دينار مطبوعة فوقيًا، في حين أن تصميم العشرة دنانير مأخوذ من ورقة نقدية يوغوسلافية سابقة. قدمت الأوراق النقدية الأخرى في عامي 1942 و1943 دون إدخال أي فئات جديدة.

### الدينار الصربي الحديث الثالث (2003 إلى الوقت الحاضر)
حل الدينار الصربي محل الدينار اليوغوسلافي في عام 2003 عندما تحولت جمهورية يوغوسلافيا الاتحادية إلى اتحاد دولة صربيا والجبل الأسود. اعتمد كل من الجبل الأسود وإقليم كوسوفو المتنازع عليه بالفعل المارك الألماني ولاحقًا اليورو عندما استبدل المارك به في عام 2002. ويواصل الصرب في شمال كوسوفو والجيوب داخلها استخدام الدينار. ومع ذلك، في فبراير 2024، حظرت حكومة كوسوفو استخدام الدينار للدفع، مما جعل اليورو العملة القانونية الوحيدة على مستوى البلاد. وأوضح رئيس وزراء كوسوفو، ألبين كورتي، في وقت لاحق أن العملة لم تكن محظورة ولكن اليورو سيكون العملة القانونية الوحيدة للمعاملات التجارية وأنه ستكون هناك فترة انتقالية مدتها أشهر لتخفيف التشريع الجديد.
بين عامي 2003 و2006، استخدم الدينار الصربي رمز ISO 4217 CSD، مع كون CS هو رمز البلد ISO 3166-1 لصربيا والجبل الأسود. عندما حلت اتحاد الدولة في عام 2006، تغير رمز ISO 4217 للدينار إلى RSD الحالي.

#### العملات المعدنية
العملات المعدنية المتداولة حاليًا هي الدين. 1، الدين. 2، الدين. 5، الدين. 10 و الدين. 20 قطعة نقدية. تتميز جميع العملات بنقوش متطابقة باللغة الصربية، باستخدام النصوص السيريلية واللاتينية. الدين. 10 والدين. 20 قطعة نقدية غير شائعة في التداول، حيث تستخدم الأوراق النقدية من نفس القيمة بدلا من ذلك.

#### الأوراق النقدية
في عام 2003، طرحت الأوراق النقدية للبنك الوطني الصربي (المعاد تأسيسه) بفئات الدين. 100، الدين. 1000 ودين. 5000. الدين. 500 تبعهم في عام 2004، الدين. 50 في 2005، الدين. 10، الدين. 20 والدين. 200 في عام 2006، الدين. 2000 في عام 2011.
| الفئة                    | الصورة الأمامية     | صورة عكسية          | اللون الرئيسي | وجه العملة                                                                       | ظهر العملة | الملاحظة                                                                            |
| ------------------------ | ------------------- | ------------------- | ------------- | -------------------------------------------------------------------------------- | --- | ----------------------------------------------------------------------------------- |
| الدين. 10 131 × 62 ملم   | 10 dinars obverse   |                     | مغرة صفراء    | فوك ستيفانوفيتش كاراديتش (1787 - 1864)، عالم فقه اللغة ولغوي                     | عضو في مؤتمر براغ السلافي الأول، 1848 ومقالة صغيرة عن الرسائل التي قدمها فوك. | استبدل بإصدار أخف قليلاً من عام 2006. وطرح إصدار منقح للتداول في عام 2011.           |
| الدين. 20 135 × 64 ملم   | 20 dinars obverse   | 20 dinars reverse   | أخضر          | بيتار الثاني بيتروفيتش نجيجوس (1813 - 1851)، متروبوليت، رجل دولة، فيلسوف، وشاعر. | صورته على الظهر، بدلاً من التمثال من الضريح على جبل لوفتشين. | استبدل بإصدار 2006 أغمق قليلاً. وطرح إصدار منقح للتداول في عام 2011.                 |
| الدين. 50 139 × 66 ملم   | 50 dinars obverse   | 50 dinars reverse   | بنفسجي        | ستيفان ستويانوفيتش موكرانجاك (1856 - 1914)، ملحن ومعلم موسيقى                    | شخصية ستيفان ستويانوفيتش موكرانجاك، وهي فكرة من عشرات زخرفة أناجيل ميروسلاف. | أعيد تصميمه في عام 2005. ودخل الإصدار المنقح للتداول في عام 2011.                   |
| الدين. 100 143 × 68 ملم  | 100 dinars          | 100 dinars reverse  | أزرق          | نيكولا تيسلا (1856 - 1943)، مخترع                                                | تفاصيل من محرك تسلا الحث الكهرومغناطيسي. | أعيد تصميمها في الأعوام 2003 و2004 و2006. ودخلت النسخة المنقحة للتداول في عام 2012. |
| الدين. 200 147 × 70 ملم  | 200 dinars obverse  | 200 dinars reverse  | بني           | ناديجدا بيتروفيتش (1873 - 1915)، رسامة                                           | صورة ظلية لدير غراتشانيكا. | أعيد تصميمه في عام 2005. ودخل الإصدار المنقح للتداول في عام 2011.                   |
| الدين. 500 147 × 70 ملم  | 500 dinars obverse  | 500 dinars reverse  | سماوي         | يوفان سفيجي (1865 - 1927)، جغرافي                                                | الزخارف العرقية منمنمة. | أعيد تصميمه في عام 2007. ودخل الإصدار المنقح للتداول في عام 2011.                   |
| الدين. 1000 151 × 72 ملم | 1000 dinars obverse | 1000 dinars reverse | أحمر          | دوردي فاجفيرت (1850 - 1937)، رجل صناعي                                           | مخطط تفصيلي لمصنع الجعة في Weifert، صورة ثلاثية الأبعاد للقديس جورج وهو يذبح تنينًا؛ تفاصيل من داخل المبنى الرئيسي للبنك الوطني الصربي.                                                                     | أعيد تصميمها في عامي 2003 و2006. ودخلت النسخة المنقحة للتداول في عام 2011.          |
| الدين. 2000 155 × 74 ملم | 2000 dinars obverse | 2000 dinars reverse | أخضر زيتوني   | ميلوتين ميلانكوفيتش (1879 - 1958)، عالم رياضيات وفلكي وجيوفيزيائي                | شخصيات ميلانكوفيتش أثناء وجوده على المكتب (أدناه: تمثيل رسومي لحساباته لحركة حدود الثلج في العصر الرباعي الماضي) ومن أيام دراسته في فيينا (خلف: جزء من رسم قرص الشمس المنمق ورسم توضيحي لعمل ميلانكوفيتش). | دخلت التداول في عام 2011.                                                           |
| الدين. 5000 159 × 76 ملم | 5000 dinars obverse | 5000 dinars reverse | أرجواني       | سلوبودان يوفانوفيتش (1869 - 1958)، فقيه، مؤرخ، أستاذ جامعي وسياسي                | تمثيل مبسط للجزء الداخلي من قاعة التجمع؛ صورة ظلية لمجلس الأمة. | أعيد تصميمها في عام 2010. ودخلت نسخة منقحة للتداول في عام 2016.                     |